# Herrarnas C-2 1000 meter i kanotsport vid olympiska sommarspelen 1976
Herrarnas C-2 1000 meter vid olympiska sommarspelen 1976 hölls på Île Notre-Dame i Montréal. 

## Medaljörer
| Gren           | Guld                                               | Silver                                       | Brons                          |
| C-2 1000 meter | Sovjetunionen Serhei Petrenko Aleksandr Vinogradov | Rumänien Gheorghe Danielov Gheorghe Simionov | Ungern Tamás Buday Oszkár Frey |

## Resultat

### Heat
| Heat 1 |                                                |         |    |
| 1.     | Jerzy Opara och Andrzej Gronowicz (POL)        | 3:52,58 | QS |
| 2.     | Jiří Čtvrtčeka och Tomáš Šach (TCH)            | 3:54,06 | QS |
| 3.     | Detlef Bothe och Hans-Jürgen Tode (GDR)        | 3:55,73 | QS |
| 4.     | Ivan Burchin och Krasimir Khristov (BUL)       | 3:57,13 | QR |
| 5.     | Hermann Glaser och Heinz Lucke (FRG)           | 3:57,41 | QR |
| 6.     | Tiziano Annoni och Ilario Passerini (ITA)      | 3:59,60 | QR |
| 7.     | Jeremy Abbott och John Edwards (CAN)           | 4:02,07 | QR |
| 8.     | Roberto Altamirano och Juan Martínez (MEX)     | 4:38,91 | QR |
| Heat 2 |                                                |         |    |
| 1.     | Serhei Petrenko och Aleksandr Vinogradov (URS) | 3:47,62 | QS |
| 2.     | Gheorghe Danielov och Gheorghe Simionov (ROU)  | 3:48,57 | QS |
| 3.     | Berndt Lindelöf och Eric Zeidlitz (SWE)        | 3:49,53 | QS |
| 4.     | Alain Acart och Jean-Paul Cézard (FRA)         | 3:51,35 | QR |
| 5.     | Tamás Buday och Oszkár Frey (HUN)              | 3:52,23 | QR |
| 6.     | Mitsuhide Hata och Atsunobu Ogata (JPN)        | 4:05,78 | QR |
| 7.     | Chuck Lyda och András Törő (USA)               | 4:21,19 | QR |

### Återkval
| Återkval 1 |                                            |         |    |
| 1.         | Tamás Buday och Oszkár Frey (HUN)          | 3:44,20 | QS |
| 2.         | Ivan Burchin och Krasimir Khristov (BUL)   | 3:52,00 | QS |
| 3.         | Tiziano Annoni och Ilario Passerini (ITA)  | 3:54,57 | QS |
| 4.         | Roberto Altamirano och Juan Martínez (MEX) | 3:59,04 |    |
| 5.         | Chuck Lyda och András Törő (USA)           | 4:04,95 |    |
| Återkval 2 |                                            |         |    |
| 1.         | Hermann Glaser och Heinz Lucke (FRG)       | 3:50,68 | QS |
| 2.         | Alain Acart och Jean-Paul Cézard (FRA)     | 3:51,71 | QS |
| 3.         | Mitsuhide Hata och Atsunobu Ogata (JPN)    | 3:52,97 | QS |
| 4.         | Jeremy Abbott och John Edwards (CAN)       | 3:54,33 |    |

### Semifinaler
| Semifinal 1 |                                                |         |    |
| 1.          | Jerzy Opara och Andrzej Gronowicz (POL)        | 3:59,34 | QF |
| 2.          | Berndt Lindelöf och Eric Zeidlitz (SWE)        | 4:00,26 | QF |
| 3.          | Hermann Glaser och Heinz Lucke (FRG)           | 4:00,49 | QF |
| 4.          | Tiziano Annoni och Ilario Passerini (ITA)      | 4:02,39 |    |
| Semifinal 2 |                                                |         |    |
| 1.          | Serhei Petrenko och Aleksandr Vinogradov (URS) | 3:57,42 | QF |
| 2.          | Detlef Bothe och Hans-Jürgen Tode (GDR)        | 3:58,26 | QF |
| 3.          | Ivan Burchin och Krasimir Khristov (BUL)       | 3:58,74 | QF |
| 4.          | Alain Acart och Jean-Paul Cézard (FRA)         | 3:59,80 |    |
| Semifinal 3 |                                                |         |    |
| 1.          | Gheorghe Danielov och Gheorghe Simionov (ROU)  | 3:55,12 | QF |
| 2.          | Tamás Buday och Oszkár Frey (HUN)              | 3:55,43 | QF |
| 3.          | Jiří Čtvrtčeka och Tomáš Šach (TCH)            | 4:12,24 | QF |
| 4.          | Mitsuhide Hata och Atsunobu Ogata (JPN)        | 4:14,75 |    |

### Final
| Gold   | Serhei Petrenko och Aleksandr Vinogradov (URS) | 3:52,76 |
| Silver | Gheorghe Danielov och Gheorghe Simionov (ROU)  | 3:54,28 |
| Bronze | Tamás Buday och Oszkár Frey (HUN)              | 3:55,66 |
| 4.     | Jerzy Opara och Andrzej Gronowicz (POL)        | 3:59,56 |
| 5.     | Detlef Bothe och Hans-Jürgen Tode (GDR)        | 4:00,37 |
| 6.     | Jiří Čtvrtečka och Tomáš Šach (TCH)            | 4:01,48 |
| 7.     | Ivan Burchin och Krasimir Khristov (BUL)       | 4:02,44 |
| 8.     | Hermann Glaser och Heinz Lucke (FRG)           | 4:03,86 |
| 9.     | Berndt Lindelöf och Eric Zeidlitz (SWE)        | 4:07,84 |